# Župnija Slovenska Bistrica

Župnija Slovenska Bistrica je rimskokatoliška teritorialna župnija dekanije Slovenska Bistrica Bistriško-Konjiškega naddekanata, ki je del nadškofije Maribor.

## Sakralni objekti
| #  | Slika                     | Ime                                   | Naselje            |
| -- | ------------------------- | ------------------------------------- | ------------------ |
| 1. | Klikni za spremembo slike | cerkev sv. Jerneja (župnijska cerkev) | Slovenska Bistrica |
| 2. | Klikni za spremembo slike | cerkev Marije sedem žalosti           | Slovenska Bistrica |
| 3. | Klikni za spremembo slike | cerkev sv. Jožefa                     | Slovenska Bistrica |
| 4. | Klikni za spremembo slike | kapela sv. Roka                       | Kovača vas         |
| 5. | Klikni za spremembo slike | cerkev sv. Marjete                    | Ritoznoj           |